# Parc Turó de la Peira
Parc Turó de la Peira är en park i Spanien.   Den ligger i provinsen Província de Barcelona och regionen Katalonien, i den östra delen av landet, 500 km öster om huvudstaden Madrid. Parc Turó de la Peira ligger 131 meter över havet.
Terrängen runt Parc Turó de la Peira är platt österut, men västerut är den kuperad.  Närmaste större samhälle är Barcelona, 4,9 km söder om Parc Turó de la Peira. 